# 2 voor 12

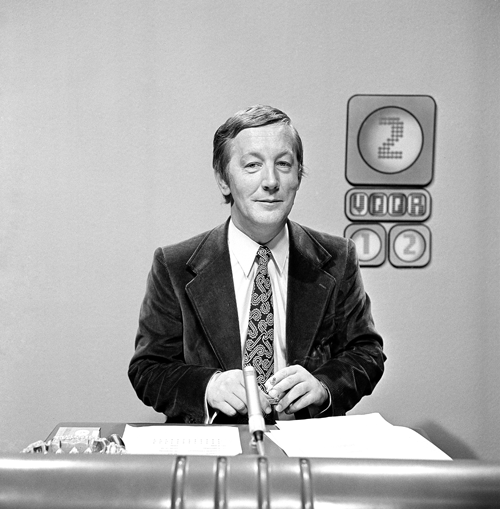
Joop Koopman presenteerde de quiz van 1971 tot 1981.

2 voor 12 (vanaf januari 2019 gestileerd als 2v12) is een televisiequiz die op de Nederlandse publieke omroep uitgezonden wordt door BNNVARA (voorheen VARA). Het is een kennisquiz waarbij de deelnemers, teams van twee spelers, twaalf vragen moeten beantwoorden. Vandaar de naam: 2 voor 12. Uit de twaalf beginletters van de antwoorden moeten zij dan een woord raden.

## Spelverloop
Er zijn steeds twee teams die het tegen elkaar opnemen, echter na elkaar. Het tweede team weet niet hoe het eerste team heeft gespeeld, maar het eerste team mag toekijken als het tweede team aan de beurt is. De spelers moeten twaalf vragen beantwoorden. De vragen gaan bij beide teams vrijwel altijd over gelijksoortige onderwerpen waarbij vraag 12 een vraag is over muziek (meestal popmuziek). Van elk antwoord wordt de beginletter genoteerd. Bij eigennamen wordt de beginletter van de achternaam genoteerd. De spelers krijgen niet te horen of hun antwoorden goed of fout zijn (de kijker krijgt dit wel te zien) en weten dus ook niet of de genoteerde beginletters goed zijn. De deelnemers krijgen in de eerste ronde 15 minuten speeltijd. Ze mogen de antwoorden zoveel als ze willen in naslagwerken opzoeken. Naast een aantal standaardwerken zoals de Winkler Prins Encyclopedie en de Grote Bosatlas, zijn er per aflevering verschillende andere naslagwerken die de deelnemers kunnen raadplegen. Dit varieert van filmjaarboeken tot plantenboeken en het boek 50 jaar hitparade voor het opzoeken van het antwoord op vraag 12 (de muziekvraag). Ook "Het aanzien van ...." dat aan het begin van elk jaar verschijnt, wordt vaak gebruikt als naslagwerk. Tot september 2015 mocht ook de online encyclopedie Encarta worden gebruikt. Sinds die datum mag een aantal vragen op Wikipedia worden opgezocht. Hiervoor is de computer voor de spelers voorzien van een internetverbinding — beperkt tot de Nederlandstalige Wikipedia. Naar termen zoeken op een pagina door middel van Ctrl+F is daarbij uitgeschakeld, en onderin beeld van de computer krijgt de speler ook nog de vraag te zien. Per aflevering mag een aantal vastgestelde vragen (maximaal vier) op Wikipedia nagezocht worden.
Het opzoeken kost echter euro's: zodra een speler een boek opent of op de computer iets op Wikipedia opzoekt, gaat de kassa teruglopen. Hierbij is het geluid van een tikkende klok te horen. Als een antwoord op een vraag gevonden is, rinkelt de speler een belletje om de teller te stoppen en geeft hij of zij vervolgens het gevonden antwoord op de betreffende vraag met het bijbehorende vraagnummer, waarvan de beginletter wordt ingevuld op de betreffende plek. Meestal luistert de ene speler naar de vragen terwijl de andere de antwoorden op de vorige vragen opzoekt. De spelers mogen hun antwoorden achteraf veranderen.
De tweede fase van het spel – het 'puzzelen' – begint als er nog twee minuten over zijn, of eerder als alle vragen zijn beantwoord en de spelers dat willen. Sinds een spelregelwijziging van januari 2009 is de beschikbare tijd in deze tweede fase altijd twee minuten. De spelers kunnen vanaf dit moment geen antwoorden meer veranderen. Bij vragen die niet zijn beantwoord verschijnen dan streepjes. Nu dient uit de beginletters van de twaalf antwoorden een woord van twaalf letters te worden samengesteld, waarbij het erom gaat om met het 'kopen' van letters zo weinig mogelijk euro's te verliezen. De deelnemers kopen die letters door bijvoorbeeld te zeggen: "De A van (vraag) zeven". Hebben zij in de eerste fase van het spel het juiste antwoord gegeven op de desbetreffende vraag, dan verschijnt de letter op de positie die deze inneemt in het twaalfletterige woord dat moet worden gemaakt. Was het antwoord fout (ook als de beginletter toevallig goed was), dan verschijnt er een vraagteken op die positie. De spelers weten dan dat het antwoord fout was, maar nog steeds niet welke letter er had moeten staan (in eerste instantie werd er dan een half antwoord toegekend ).

### Telling

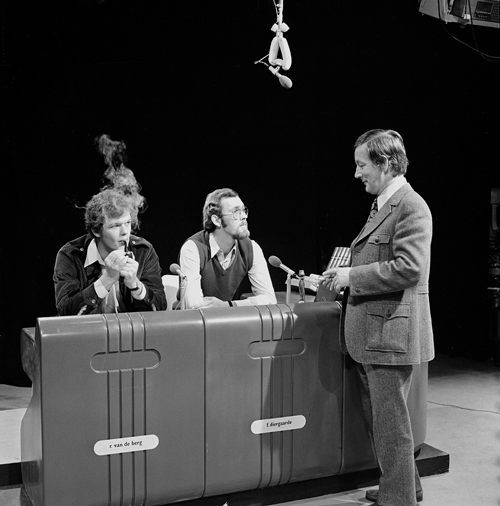
Joop Koopman en twee kandidaten in 1971

- Bij de start van de quiz staat de teller op 500 euro. (Tot 2015 was dit 600 euro, en in het guldentijdperk 1200.)
- Het gebruik van een naslagwerk door één persoon kost 1 euro per 2 seconden (tussen 1993 en 2002 een gulden per seconde). Gebruikt ook de tweede persoon een naslagwerk, bijvoorbeeld om te helpen als er veel moet worden opgezocht, dan kost het opzoeken wederom een euro per seconde (het geluid van de tikkende klok klinkt dan sneller en de teller loopt dan sneller terug).
- Het kopen van een letter in de tweede fase van het spel kost 10 euro.
- Na afloop worden extra euro's bonus gegeven, tenzij meer dan drie vragen verkeerd beantwoord zijn: 3 fouten 25 euro, 2 fouten 50 euro, 1 fout 75 euro en geen fouten 100 euro. Voorheen kreeg het team 100 (200 in guldentijdperk) euro bonus als er maximaal drie fouten waren. [5]
- Sinds 2015 leveren goede antwoorden die niet zijn opgezocht extra euro's bonus op. Per niet opgezocht goed antwoord wordt 10 euro bonus gegeven. De kijker ziet de niet opgezochte goede antwoorden aan de violette rand om de betreffende letters. Wanneer de spelers een juist antwoord hebben gegeven en toch besluiten voor de zekerheid het antwoord op te zoeken, dan verdwijnt de violette rand en worden de 10 extra euro niet toegekend.
- Het koppel dat de meeste euro's overhoudt én het woord heeft geraden, mag door naar de volgende ronde, waarin de speeltijd een minuut korter is. Wint het koppel ook voor de derde achtereenvolgende keer, dan krijgt het een veelvoud van de gewonnen euro's uitbetaald. Een team kan ook na de tweede ronde al beslissen om geen derde ronde te spelen en naar huis te gaan. In de volgende aflevering komen er dan twee nieuwe teams.
- Als het woord niet wordt geraden gaat het team met lege handen naar huis, ook als dit gebeurt in de tweede of derde ronde. Het team krijgt dan nog wel een pennenset als troostprijs. Als beide teams het woord wel raden, krijgt ook het verliezende team deze pennenset. Ook als een team de derde ronde wint of na de tweede ronde besluit te stoppen krijgt dit team sinds 2017 naast het geld deze pennenset.
- Als geen van de teams het woord weet te raden, moeten zij beide naar huis. Ook in dit geval komen er in de volgende aflevering twee nieuwe teams.

## Selectieprocedure
Deelnemers moeten vooraf geslaagd zijn voor een test. Daarmee worden zwakke spelers vermeden zodat de uitzendingen spannend blijven. Door de massale aanmeldingen staat de inschrijving maar een paar momenten van het jaar open. Op deze momenten kan men zich aanmelden via de site van het programma. Tweemaal per jaar wordt in Hilversum een selectiedag gehouden. De inschrijvers worden daarvoor uitgenodigd. Elk uur worden zo’n veertig nieuwe kandidaten ontvangen. Hun kennis wordt in dat uur getest. Daarbij moeten individueel honderd vragen schriftelijk worden beantwoord, verdeeld over tien rubrieken. ‘Het is handig om bijvoorbeeld de ministers van het kabinet te kennen evenals een aantal schrijvers, films, acteurs, zangers, buitenlandse politieke kopstukken, geografie en dieren,’ aldus Joosten. De vragen worden individueel gemaakt, waarbij koppels gescheiden worden. Er kan dan niet worden samengewerkt. Ook opzoeken van antwoorden is er niet bij, de parate kennis van elke individuele deelnemer wordt getest.  De test zelf blijft geheim en mag na afloop niet worden meegenomen. Ook de exacte uitslag wordt niet meegedeeld, enkel of het voldoende is. Alleen deelnemers die een voldoende halen mogen door naar de volgende ronde: een gesprek met de eindredacteur en presentator Astrid Joosten. Daarin wordt de gang van zaken uitgelegd. Later wordt de lijst met boeken voor het opzoeken overhandigd. Tijdens het gesprek worden de aankomende spelers door de redactie verder geselecteerd.

## Thuis gemakkelijker
Het raden van het woord is voor de kijker gemakkelijker dan voor de kandidaten. Zo is voor de kijker zichtbaar welke letters fout zijn, maar voor de kandidaten niet. Ook als de kijker bepaalde al dan niet fout gegeven antwoorden wel weet en dus extra letters kent, is het woord makkelijker te raden. Tot 2018 hadden de woorden van beide teams met elkaar te maken. Hierdoor wist de kijker bij het tweede team in welke richting het woord gezocht moest worden. Het spel is aangepast na opmerkingen van kijkers hierover. Bovendien hebben de teams vergelijkbare vragen, waarbij in de vraag voor het tweede team soms het antwoord wordt verwerkt dat het eerste team had moeten geven.

## Geschiedenis

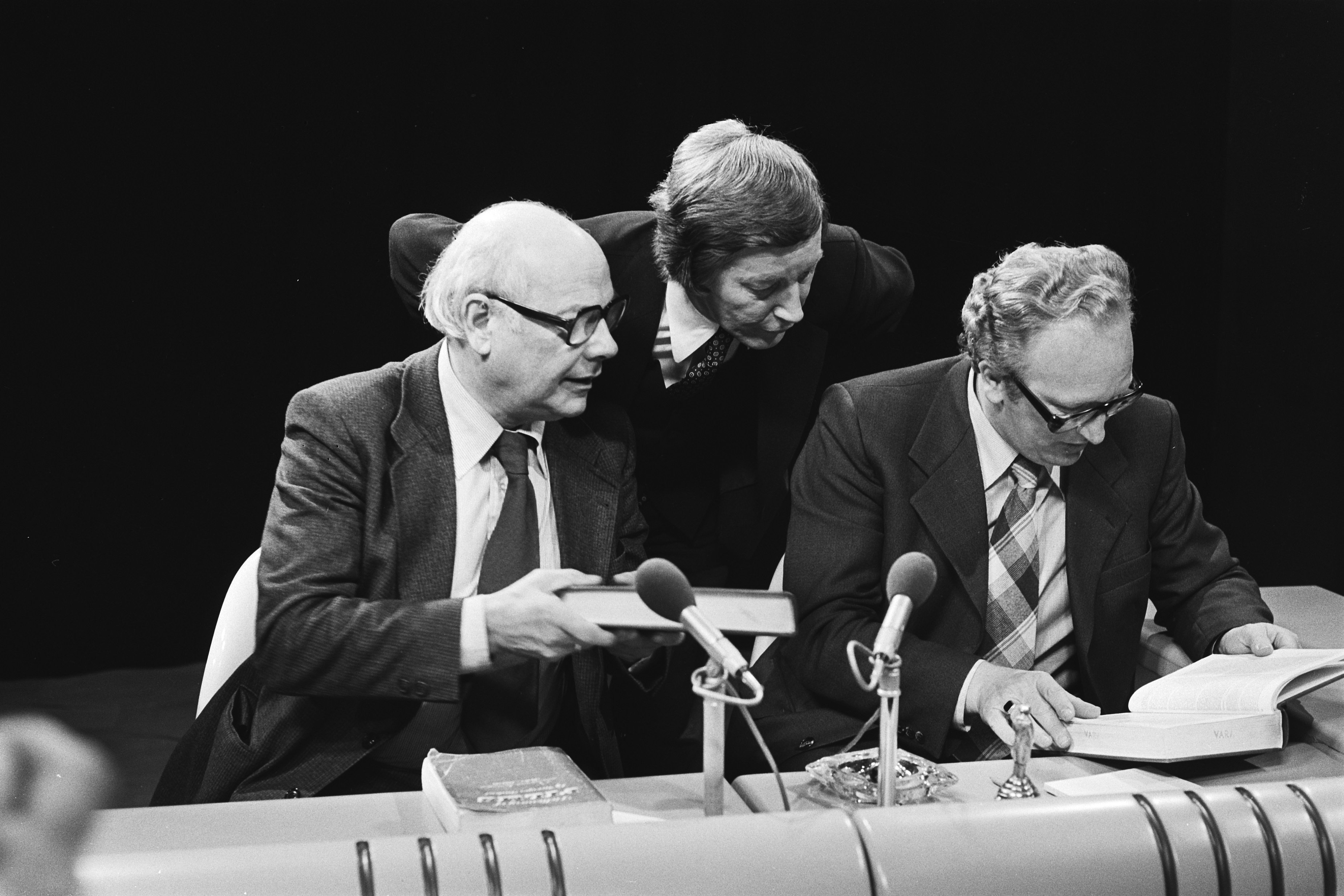
1978: Joop den Uyl speelt de quiz met Jos van Kemenade ter gelegenheid van de 1 meiviering. Presentator Joop Koopman staat in het midden.

De quiz werd bedacht door Ellen Blazer en werd van oktober 1971 tot december 1981 gepresenteerd door Joop Koopman. Sommige vragen werden ingeleid door een animatie. Deze animaties werden vervaardigd door studenten van de Rietveldacademie.

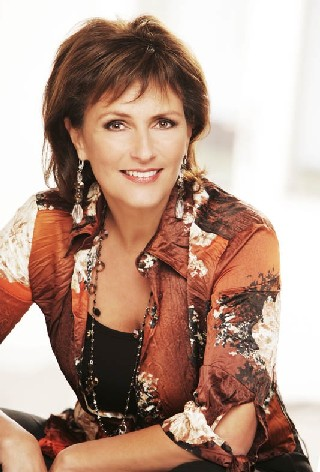
Astrid Joosten is de huidige presentatrice.

Toen eind jaren 80, begin jaren 90 veel oude spelletjes (Babbelonië, Wie van de Drie, Zo vader, zo zoon) weer op televisie werden vertoond (zij het soms in een nieuw jasje en onder een nieuwe naam), kwam ook 2 voor 12 weer op de buis. De eerste aflevering in de nieuwe vorm was op 16 maart 1991, nadat er eerder in november 1990 een speciale aflevering was uitgezonden ter gelegenheid van 65 jaar VARA. De presentatie is sindsdien in handen van Astrid Joosten, en de animaties worden vervaardigd door studenten van de HKU.
Vanaf 6 oktober 2005 werd ter gelegenheid van het 25-jarig jubileum een aantal speciale afleveringen uitgezonden met als deelnemers de winnaars van eerdere afleveringen. Tot de deelnemers behoorden onder anderen Martin Lodewijk en Relus ter Beek. Eind december 2005 werden de halve finales en de finale uitgezonden. Sander Zielhuis en Matthijs van Pijkeren (uit Utrecht) wonnen uiteindelijk de finale en gingen met 25.000 euro naar huis.
Op 28 februari 2008 raadde een team het woord zonder een enkele letter te kopen. Daarnaast werden nul fouten gemaakt waardoor het eindbedrag op een recordhoogte van 673 uit kwam, meer dan het startbedrag. Op 26 maart 2009 eindigden beide koppels op dezelfde stand, namelijk 519 euro. In dit geval werd gekeken naar het aantal fouten. Koppel 2, dat toen de derde ronde speelde, had het minst aantal fouten gemaakt en won 9756 euro.
In 2016 is ter gelegenheid van het 45-jarig bestaan van de quiz de paardensprong weer ingevoerd als een van de vragen. Hierbij dient een woord van 8 letters te worden geraden.
Bij het 50-jarig jubileum in 2021 speelden in vijf uitzendingen in één week 20 bekende Nederlanders tegen elkaar. Deelnemers waren onder meer: Freek de Jonge, Alexander Pechtold, Jeroen Dijsselbloem, Astrid Kersseboom, Simone Weimans en Jörgen Raymann. Tevens zijn de paardensprong en de taartpuzzel toegevoegd. Bij de taartpuzzel moet een woord van 9 letters worden gevormd warbij het voor de kandidaten onduidelijk is wat de beginletter van het woord is. De letters staan in een cirkel en het woord kan tegen de klok, of met de klok mee, worden gevormd. Er ontbreekt één letter. Deze ontbrekende letter wordt dan bij het nummer van de betreffende vraag genoteerd. De paardensprong en de taartpuzzel worden afgewisseld.

## Parodieën
- In De Mike & Thomas Show was tijdens het eerste seizoen telkens een filmpje van 'studenten van de Rietveld Academie' te zien. Terwijl een vlakke commentaarstem daarin enkele biografische gegevens van een historische figuur voorlas, werden twee knuffelbeestjes over het scherm heen en weer geschoven.
- In Kreatief met Kurk werd 2 voor 12 zo traag mogelijk nagespeeld.
- In De TV Kantine werd vooral de nadruk gelegd op de doelgroepen die 2 voor 12 voor ogen heeft.
- Verder werd het programma geparodieerd door Henk Spaan en Harry Vermeegen in Pisa en door André van Duin, met respectievelijke medewerking van Joop Koopman en Astrid Joosten.
- Op 23 mei 2005 werd 2 voor 12 op de hak genomen in de komedieserie Kinderen geen bezwaar in de aflevering Grijze Cellen!.
- Naar aanleiding van het vijftigjarig jubileum bracht het satirische programma Promenade op 5 september 2021 een persiflage op 2 voor 12, waarbij Henry van Loon op basis van drie juiste letters het woord 'versnapering' raadde.

## Wetenswaardigheden
- De in 2 voor 12 vaak gebruikte uitdrukking "Dat zoeken we op" heeft ook in het Nederlandse spraakgebruik ingang gevonden als men voor een probleem niet meteen een oplossing weet te vinden. Het is tevens de titel van een rubriek in de Donald Duck waarin bepaalde ingewikkelde feiten worden verklaard.
- 2 voor 12 werd opgenomen in dezelfde studio als Sesamstraat werd opgenomen: Studio 2 op het Media Park in Hilversum. Later werd de studio ingewisseld voor Studio 20. Vanaf het najaar 2025 worden de uitzendingen in Studio M opgenomen.
- Op 26 februari 2016 deed Paul de Leeuw mee aan het programma, in een team met zijn echtgenoot. Ze slaagden er niet in een ronde verder te komen.
- De tune van 2 voor 12 werd oorspronkelijk gecomponeerd door Kookie Freeman (pseudoniem van Helmuth Brandenburg) als Newcomers are going in (1968)[9] en werd voor 2 voor 12 gearrangeerd door Herman Schoonderwalt. Een later arrangement door Bert Paige werd uitgevoerd door het Ruud Mulder Orchestra. In de 21e eeuw werd het nummer opnieuw bewerkt door Willem Ennes, en in deze uitvoering speelt Eric Vloeimans trompet.
- In de film Off Screen heeft de hoofdpersoon een grote verzameling video-opnamen van 2 voor 12.
- Sinds september 2018 spreekt Job Cohen het commentaar in bij de animatiefilmpjes, als opvolger van Joop van Zijl.[10]
- Op 25 januari 2019 werden het decor, de intro en het logo vernieuwd. Het team dat als eerste gespeeld heeft zit nu hoog achter in de studio en kijkt op het tweede team en de presentatrice neer. De boekenkast telt nu twee planken, waarbij op de onderste plan de Grote Winkler Prins staat en de bovenste alle andere naslagwerken bevat, van de Bosatlas tot en met de Grote Van Dale.
- Bij uitzondering komt het voor dat het woord in een keer geraden wordt zonder dat er een letter wordt gekocht. Dat gebeurde onder andere in de uitzendingen van 28 februari 2008 (toen ook een record werd gevestigd), 30 april 2021, 5 november 2021, 9 december 2022 en 8 november 2024.
- De uitzending van 31 december 2023 op NPO 2 werd "verstoord" door de opkomst van Micha Wertheim die op NPO 1 - zogenaamd live - bezig was met zijn Oudejaarsconference.
- Het programma kent een zomerstop (in juli en augustus) en een winterstop (vanaf half december t/m januari).